# US PGA Championship 2015
De 97ste editie van het Amerikaanse PGA Kampioenschap wordt van 10-16 augustus 2015 gespeeld op Whistling Straits in Kohler, Wisconsin. Het toernooi is het laatste van de vier Majors van het golfseizoen, na resp. de Masters, het US Open en het Brits Open. De trofee heet de Wanamaker Trophy, genoemd naar Rodman Wanamaker, oprichter van de Professional Golfers' Association of America. Het prijzengeld is $ 10.000.000 waarvan de winnaar $ 1.800.000 krijgt en 600 punten voor de FedEx Cup.

## Verslag
Ook in  2004 en 2010 werd het US PGA kampioenschap hier gespeeld. Whistling Straits heeft twee 18 holesbanen, die beide door Pete Dye ontworpen werden. De Straits-baan ligt langs het Michiganmeer, waardoor het er bijna nooit windstil is. In 2021 wordt ook de Ryder Cup op The Straits gespeeld.

### Ronde 1
Er doen 156 spelers mee, inclusief clubprofessionals (CP). Er doen geen amateurs mee. De par van de baan is 72.

Dustin Johnson stond na 11 holes al op -6 en speelde de laatste holes level par. Dat was goed genoeg om aan de leiding te gaan. Harris English maakte in 14 holes al zes birdies maar eindigde op -4, hetgeen een gedeeld tweede plaats was. De 45-jarige Brian Gaffney, die voor de vierde keer aan dit toernooi mee doet, was de enige clubprofessional die onder par speelde. 
 
In de middagronde speelde onder meer David Lingmerth. Na zeven holes stond hij al op -5. Joost Luiten miste veel greens  en stond na negen holes op +6.

### Ronde 2
Vrijdag: Rory McIlroy, de nummer 1 op de wereldranglijst, speelt zijn eerste toernooi sinds zijn enkelblessure. Hij maakte een tweede ronde van 71 en doet in het weekend nog mee. Jordan Spieth, de nummer 1 van de FedEx Cup, verbeterde zijn positie met een ronde van 67. Hiroshi Iwata won in 2015 al de Invitational Sega Sammy Cup; hij vestigde tijdens deze tweede ronde het toernooirecord op 63 en steeg 108 plaatsen in het klassement.  
 Zaterdag: Ronde 2 werd wegens slecht weer afgebroken en pas op zaterdag afgespeeld. Met een birdie op hole 17 ging Jason Day aan de leiding terwijl Matt Jones enkele minuten later op hole 6 (zijn 15de hole) ook naar -10 ging. Jason maakte een 3-putt op de laatste hole waarna Matt Jones alleen aan de leiding stond. Tony Finau, winnaar van de Stonebrae Classic in 2014, steeg met een ronde van 66 naar een gedeeld 4de plaats.

### Ronde 3
Er deden nog 77 spelers mee. Daar hoorden John Daly, Tiger Woods en Joost Luiten niet bij.

De beste ronde was 64 van Branden Grace, hij steeg naar de derde plaats. Justin Rose en Jason Day waren de enige spelers die een derde score onder de 70 binnenbrachten. Boo Weekley scoorde 65 en steeg naar de 17de plaats, die hij deelt met onder meer Paul Casey en Rory McIlroy.

### Ronde 4
Spieth won dit seizoen al twee Majors en stond aan het begin van de laatste ronde maar twee slagen achter de leider. De eerste negen holes speelde hij 1 onder par, terwijl Day 3 onder par noteerde en de afstand tussen hen vergrootte. Day won het kampioenschap en Spieth bleef nummer 1 in de FedEx Cup. Justin Rose nam met een birdie op hole 10 de tweede plaats in maar werd later ingehaald door Branden Grace.
| Naam               | FedEx | OWGR | Score R1 | Score R1 | Nr   | Score R2 | Score R2 | Totaal | Nr  | Score R3 | Score R3 | Totaal | Nr  | Score R4 | Score R4 | Totaal | Nr  |
| ------------------ | ----- | ---- | -------- | -------- | ---- | -------- | -------- | ------ | --- | -------- | -------- | ------ | --- | -------- | -------- | ------ | --- |
| Jason Day          | 4     | 5    | 67       | -4       | T3   | 67       | -5       | -9     | 2   | 66       | -6       | -15    | 1   | 67       | -5       | -20    | 1   |
| Jordan Spieth      | 1     | 2    | 71       | -1       | T24  | 67       | -5       | -6     | T7  | 65       | -7       | -13    | 2   | 68       | -4       | -17    | 2   |
| Branden Grace      | =     | 28   | 71       | -1       | T24  | 69       | -3       | -4     | T15 | 64       | -8       | -12    | T3  | 69       | -3       | -15    | 3   |
| Justin Rose        | 7     | 6    | 69       | -3       | T10  | 67       | -5       | -8     | 3   | 68       | -4       | -12    | T3  | 70       | -2       | -14    | 4   |
| Anirban Lahiri     | =     | 53   | 70       | -2       | T14  | 67       | -5       | -7     | T4  | 70       | -2       | -9     | T8  | 68       | -4       | -13    | T5  |
| Matt Kuchar        | 28    | 16   | 68       | -4       | T3   | 72       | par      | -4     | T15 | 68       | -4       | -8     | T10 | 68       | -4       | -12    | T7  |
| Dustin Johnson     | 6     | 8    | 66       | -6       | 1    | 73       | +1       | -5     | T10 | 68       | -4       | -9     | T8  | 69       | -3       | -12    | T7  |
| Tony Finau         | 42    | 113  | 71       | -1       | T24  | 66       | -6       | -7     | T4  | 69       | -3       | -10    | T6  | 71       | -1       | -11    | T10 |
| Martin Kaymer      | 160   | 21   | 70       | -2       | T14  | 70       | -2       | -4     | T15 | 65       | -7       | -11    | 5   | 73       | +1       | -10    | T12 |
| David Lingmerth    | 21    | 45   | 67       | -5       | 2    | 70       | -2       | -7     | T4  | 75       | +3       | -4     | T30 | 66       | -6       | -10    | T12 |
| Matt Jones         | 59    | 75   | 68       | -4       | T3   | 65       | -7       | -11    | 1   | 73       | +1       | -10    | T6  | 75       | +3       | -7     | T21 |
| Hiroshi Iwata      | =     | 102  | 77       | +5       | T123 | 63       | -9       | -4     | T15 | 70       | -2       | -6     | T17 | 71       | -1       | -7     | T21 |
| J.B. Holmes        | 15    | 17   | 68       | -4       | T3   | 71       | -1       | -5     | T10 | 69       | -3       | -8     | T10 | 74       | +2       | -6     | 24  |
| Danny Lee          | 10    | 57   | 68       | -4       | T3   | 77       | +5       | +1     | T62 | 69       | -3       | -2     | T44 | 72       | par      | -2     | T44 |
| Thomas Bjørn       | =     | 111  | 69       | -3       | T10  | 75       | +3       | par    | T53 | 69       | -3       | -3     | T36 | 74       | +2       | -1     | T48 |
| Harris English     | 46    | 85   | 68       | -4       | T3   | 71       | -1       | -5     | T10 | 76       | +4       | -1     | T52 | 72       | par      | -1     | T48 |
| Brian Gaffney (CP) | =     | =    | 71       | -1       | T24  | 73       | +1       | par    | T53 | 78       | +6       | +6     | 77  | 71       | -1       | +5     | 71  |
| Joost Luiten       | =     | 56   | 80       | +8       | 150  | 72       | par      | +8     | MC  |          |          |        |     |          |          |        |     |

| Leider |  | Toernooirecord |  | R2D |  | FedEx |  | OWGR |

## Spelers
| - Byeong-hun An - Kiradech Aphibarnrat - Sang-moon Bae - Daniel Berger - Thomas Bjørn - Jason Bohn - Steven Bowditch - Rafa Cabrera Bello - Paul Casey - Alex Cejka - Kevin Chappell - Tim Clark - Darren Clarke - George Coetzee - John Daly - Jason Day - Graham DeLaet - Luke Donald - Jamie Donaldson - Victor Dubuisson - Ernie Els - Harris English - Matt Every - Tony Finau - Ross Fisher - Tommy Fleetwood - Rickie Fowler - Jim Furyk - Stephen Gallacher - Sergio García | - Fabián Gómez - Branden Grace - Emiliano Grillo - Bill Haas - James Hahn - Brian Harman - Tyrrell Hatton - David Hearn - Russell Henley - J.J. Henry - Charley Hoffman - Morgan Hoffmann - J.B. Holmes - Billy Horschel - David Howell - Charles Howell III - Mikko Ilonen - Hiroshi Iwata - Thongchai Jaidee - Miguel Ángel Jiménez - Dustin Johnson - Zach Johnson - Matt Jones - Brendon de Jonge - Kevin Kisner - Søren Kjeldsen - Russell Knox - Brooks Koepka - Matt Kuchar - Anirban Lahiri - Martin Laird | - Pablo Larrazábal - Danny Lee - Alexander Levy - Marc Leishman - David Lingmerth - Shane Lowry - Joost Luiten - Hunter Mahan - Ben Martin - Hideki Matsuyama - Graeme McDowell - George McNeill - Troy Merritt - Francesco Molinari - Colin Montgomerie - Ryan Moore - James Morrison - Kevin Na - Koumei Oda - Geoff Ogilvy - Louis Oosthuizen - Ryan Palmer - Eddie Pepperell - Pat Perez - Scott Piercy - Ian Poulter - Richie Ramsay - Patrick Reed - Justin Rose - Rory Sabbatini - Charl Schwartzel | - Adam Scott - John Senden - Marcel Siem - Webb Simpson - Cameron Smith - Brandt Snedeker - Jordan Spieth - Brendan Steele - Shawn Stefani - Henrik Stenson - Robert Streb - Brendan Steele - Kevin Streelman - Steve Stricker - Andy Sullivan - Nick Taylor - Justin Thomas - Brendon Todd - David Toms - Cameron Tringale - Camilo Villegas - Jimmy Walker - Marc Warren - Nick Watney - Bubba Watson - Boo Weekley - Lee Westwood - Bernd Wiesberger - Danny Willett - Chris Wood - Gary Woodland | Voormalige winnaars - Rich Beem (2002) - Keegan Bradley (2011) - Mark Brooks (1996) - John Daly (1991) - Jason Dufner (2013) - Padraig Harrington (2008) - Martin Kaymer (2010) - Davis Love III (1997) - Rory McIlroy (2012, 2014) - Phil Mickelson (2005) - Shaun Micheel (2003) - Vijay Singh (1998, 2004) - Tiger Woods (1999, 2000, 2006, 2007) - Y.E. Yang (2009) Clubprofessionals - Brian Cairns - Matt Dobyns (US profkampioen 2012 en 2015) - Sean Dougherty - Charles Frost - Brian Gaffney - Ryan Helminen - Brett Jones - Ryan Kennedy - Johan Kok - Alan Morin - Jeff Olson - Austin Peters - Ben Polland - Adam Rainaud - Brent Snyder - Bob Sowards - Grant Sturgeon - Omar Uresti - Daniel Venezio - Steven Young |